# A Pior Pessoa do Mundo
Verdens verste menneske (bra/prt: A Pior Pessoa do Mundo) é um filme de comédia dramática norueguês de 2021 dirigido por Joachim Trier. É o terceiro longa da chamada trilogia de Oslo, ao lado de Reprise (2006) e Oslo, 31. august (2011). A obra estreou no Festival de Cannes 2021 em 8 de julho, com a condecoração de Renate Reinsve como melhor atriz. No Oscar 2022, foi indicada a melhor filme internacional e melhor roteiro original.
No Brasil, foi lançado nos cinemas pela Diamond Films/Galeria Distribuidora em 24 de março de 2022.

## Elenco
- Renate Reinsve - Julie
- Anders Danielsen Lie - Aksel
- Herbert Nordrum - Eivind
- Hans Olav Brenner - Ole Magnus
- Helene Bjørneby - Karianne
- Vidar Sandem - Per Harald
- Maria Grazia Di Meo - Sunniva
- Lasse Gretland - Kristoffer
- Karen Røise Kielland - Tone
- Marianne Krogh - Eva
- Thea Stabell - Åse
- Deniz Kaya - Anna
- Eia Skjønsberg - Synne

## Recepção
No agregador de críticas Rotten Tomatoes, que categoriza as opiniões apenas como positivas ou negativas, o filme tem um índice de aprovação de 96% calculado com base em 221 comentários dos críticos. Por comparação, com as mesmas opiniões sendo calculadas usando uma média aritmética ponderada, a nota é 8.70/10 que é seguida do consenso: "The Worst Person in the World conclui a trilogia de Oslo de Joachim Trier com uma comédia romântica que subverte deliciosamente os tropos bem usados do gênero". Já no agregador Metacritic, que calcula as notas usando somente uma média aritmética ponderada a partir das avaliações de 41 críticos que escrevem em maioria para a imprensa tradicional, o filme tem uma pontuação de 90 entre 100, com a indicação de "aclamação universal".